# Biantes simplex
Biantes simplex is een hooiwagen uit de familie Biantidae. De wetenschappelijke naam van Biantes simplex gaat terug op J. Martens.